# Sommarens Goda
Sommarens Goda var en svensk miniserie i fyra delar som sändes på TV3 sommaren 1995. I serien medverkade Svante Grundberg och Jan Boris-Möller, som i serien båda ägnade sig åt camping och matlagning. De provade på både att campa med husvagn, paddla kanot, cykla, tälta, fiska och överlevnad i skogen. Jan Boris-Möller lagade maten och Svante Grundberg underhöll med gitarr och sång. Bland andra medverkande kan nämnas bröderna Jeppsson, kända för en rad reklamfilmer för Carlshamn Mejeri.